# حشره‌خوار گوش‌کوچک مریدا
 حشره‌خوار گوش‌کوچک مریدا (نام علمی: Cryptotis meridensis) نام یک گونه از سرده حشره‌خوار گوش‌کوچک است.